# Phạm Mạnh Hùng (chính khách)
Phạm Mạnh Hùng (sinh ngày 28 tháng 9 năm 1958) là chính trị gia người Việt Nam. Ông từng là đại biểu Quốc hội Việt Nam khóa 12, thuộc đoàn đại biểu Thái Nguyên, nguyên là Thứ trưởng Thường trực Bộ Giáo dục và Đào tạo Việt Nam kiêm Hiệu trưởng Trường Đại học Kinh tế Quốc dân, nguyên Cục trưởng cục nhà giáo Việt Nam, nguyên Chánh văn phòng Bộ giáo dục và Đào tạo.

## Tiểu sử
Phạm Mạnh Hùng sinh ngày 28 tháng 9 năm 1958.
Ông nhập ngũ ngày 01/4/1975. 
Ông tốt Nghiệp Cử nhân Ngữ Văn Trường Đại Học Việt Bắc, Thái Nguyên
Thạc sĩ Lý Luận Văn Học Trường Đại Học Sư Phạm Hà Nội
Tiến Sĩ Lý Thuyết Lịch sử Văn Học Trường Đại Học Sư Phạm Hà Nội
Trải qua nhiều cương vị công tác trong ngành Giáo dục: giảng viên, Phó Trưởng khoa, Trưởng khoa; Phó Bí thư Đảng uỷ, Phó Hiệu trưởng Trường Đại học sư phạm; Phó Bí thư Đảng uỷ, Phó Giám đốc Đại học Thái Nguyên
Phong Phó Giáo sư (PGS): 2006
5/2007. Đại biểu Quốc hội khóa 12
10/2012-2018. Thứ trưởng Bộ Giáo dục và Đào Tạo
2012-2017. Chủ tịch Hội Chiến Binh Cơ quan Bộ
2013-2018. Chủ tịch Hội Hữu Nghị Việt-Bỉ
2015-2018. Phó Chủ tịch hiệp Hội Các Trường Đại Học Cao đẳng Việt Nam
8/2015-2018. Bí thư Đảng ủy Bộ, Bộ Giáo dục và Đào Tạo
4/2013-9/2014. Bí thư Đảng uỷ, Hiệu Trưởng Trường Đại Học Kinh Tế Quốc Dân
Cục trưởng cục nhà giáo Việt Nam
Chánh văn phòng Bộ giáo dục và Đào tạo.
Từ ngày 1 tháng 10 năm 2018, Phạm Mạnh Hùng nghỉ hưu.